# Berwick St. Leonard
Berwick St. Leonard is een civil parish in het Engelse graafschap Wiltshire. In 2011 telde het dorp 47 inwoners.
De Leonarduskerk in het dorpje stamt uit de twaalfde eeuw en is gebouwd van vuursteen en kalksteen. In 1859 werd zij grondig gerenoveerd en ze staat op de Britse monumentenlijst. Verder heeft het dorp een 'manor' en een microbrouwerij, 'Keystone Brewery' genaamd.